# Antti Sarpila

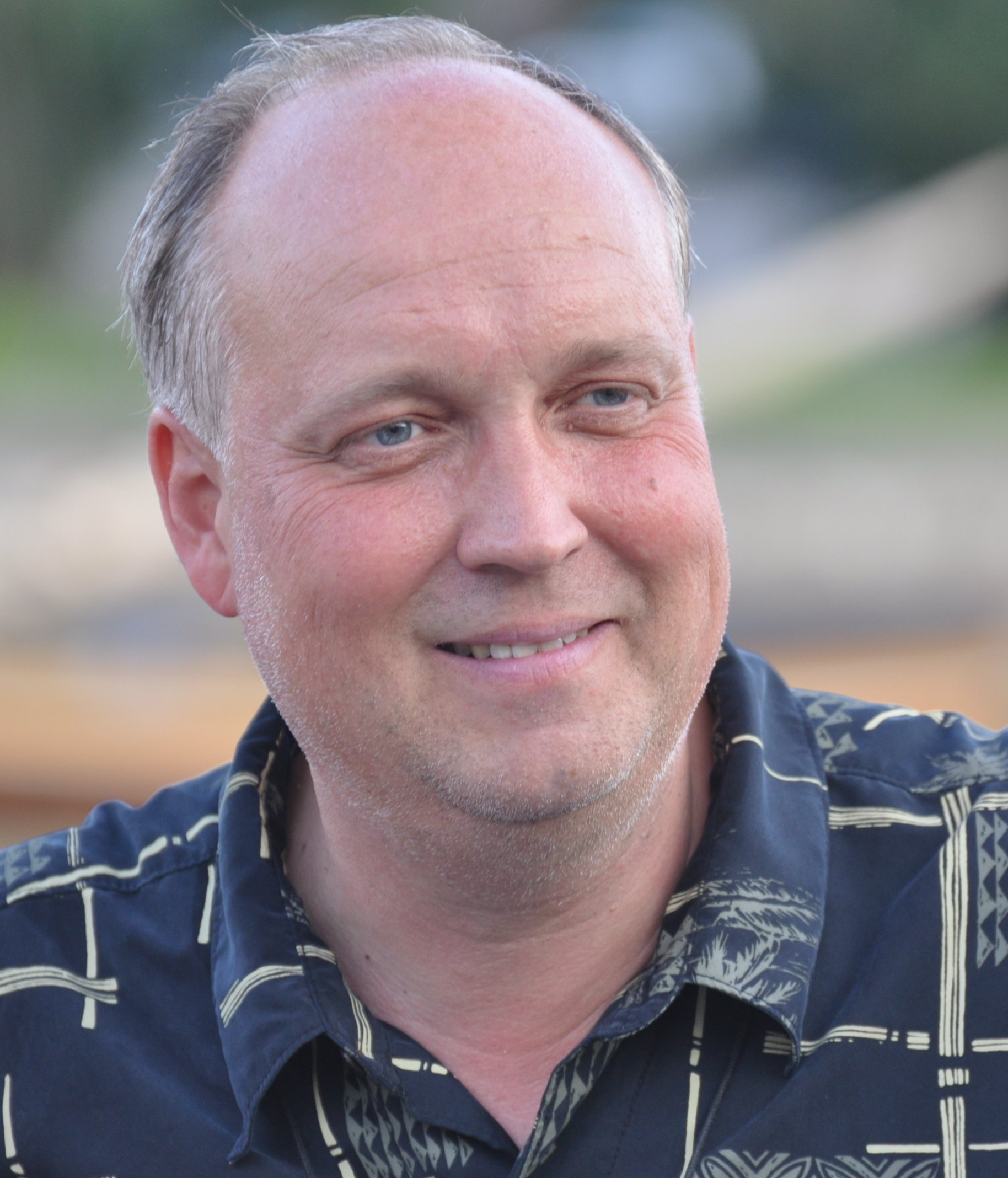
Antti Sarpila (2012)

Antti Juhani Sarpila (Helsinki, 11 juni 1964) is een Finse klarinettist en tenorsaxofonist in de traditionele jazz.

## Biografie
Sarpila kreeg zijn eerste muzieklessen van zijn vader, de amateurmusicus Kari Sarpila, die ooit het jazzfestival Pori Jazz oprichtte. In de 80'er jaren had hij altijd les bij Bob Wilber, als die in Finland was. In zijn spel werd hij beïnvloed door Benny Goodman. In 1962 richtte Sarpila een eigen 'swinggroep' op. In 1988 trad hij als onderdeel van de show Tribute to Benny Goodman op in de Carnegie Hall. Hij toerde meerdere keren door Amerika en speelde in zijn loopbaan met onder andere Doc Cheatham, Wild Bill Davison, Vic Dickenson, Panama Francis, Frank Wess, Milt Hinton, Peanuts Hucko, Thad Jones, Zoot Sims, Dick Wellstood, Trummy Young, Buddy DeFranco en Wynton Marsalis. Tevens trad hij op met het Count Basie Orchestra, het Metropole Orkest, de Wolverines Jazz Band uit Bern, de Dutch Swing College Band en de Swedish Swing Society met Lars Erstrand. Hij heeft een eigen platenlabel, waarop hij tal van albums onder eigen naam heeft uitbracht.
Hij maakte deel uit van Tenors of Swing, met Engelbert Wrobel en Frank Roberscheuten, en was lid van het kwartet van Lars Erstrand, waarmee hij een paar albums opnam (A Sailboat in the Moonlight en We've Got a Heartful of Music, 2004).
In 1997 kreeg hij de Yrjö-prijs van de Finse jazzfederatie.

## Discografie (selectie)
- Valto Laitinen & Antti Sarpila Autumn in Paris and Somewhere Else (Bang Trax 1988)
- Stealin’ Apples  (Andania, 1989, met Ulf Johansson, Jan Adefelt, Martin Lövgren)
- Pori Big Band Plays Antti Sarpila (Antti Sarpila Oy, 1991)
- Tribute to Benny Goodman (Antti Sarpila Oy, 1992, met UMO Jazz Orchestra)
- Father & Son and Wholly Swing  (Antti Sarpila, 1993)
- Allan Vaché & Antti Sarpila Swing Is Here (Nagel-Heyer Records 1995)
- Antti Sarpila Meets Markku Johansson  (Antti Sarpila Oy, 1996)
- 15th Anniversary (Antti Sarpila Oy, 1997)
- The New York Allstars Play Lionel Hampton Hey Ba-Ba-Re-Bop!! (Nagel-Heyer Records, 1998, met Randy Sandke, Roy Williams, Lars Erstrand, James Chirillo, Thilo Wagner, Dave Green, Ed Metz Jr.)
- The Swinging Beginning (Antti Sarpila Oy, 1999)
- The Best of Antti Sarpila (Antti Sarpila Oy, 1999)
- Big Benny (Antti Sarpila Oy, 1999)
- Moments Like This (Phontastic, 2000, met Bob Wilber)
- New Moods New Sounds (Blue Note, 2002)
- 20th Anniversary (Antti Sarpila Oy, 2002)
- Antti Sarpila & Johanna Iivanainen: She's Funny That Way (Antti Sarpila Oy, 2002)
- Swinging Christmas (Antti Sarpila Oy, 2002)
- Portraits of Jazz by Antti Sarpila (Antti Sarpila Oy, 2003)
- Antti Sarpila & Eino Grön: Swinging' n' Singin'  (Antti Sarpila Oy, 2004)
- Let's Swing – Antti Sarpila Plays a Tribute to the Benny Goodman Small Groups (Antti Sarpila Oy, 2005)
- Antti Sarpila & Seppo Hovi: Antti Sarpila Swing Band Featuring the Swinging Accordion of Seppo Hovi (Antti Sarpila Oy, 2005)
- The Best of Antti Sarpila Vol. II (Antti Sarpila Oy, 2006)
- Gospel & Spirituals (Antti Sarpila Oy, 2006)
- 25th Anniversary (Antti Sarpila Oy, 2007)
- Swinging the Classics (Antti Sarpila Oy, 2008)
- Three Tenors of Swing On Stage (Click Records 2013, met Frank Roberscheuten, Engelbert Wrobel, Chris Hopkins, Rolf Marx, Ingmar Heller, Oliver Mewes)